# Donald Cerrone

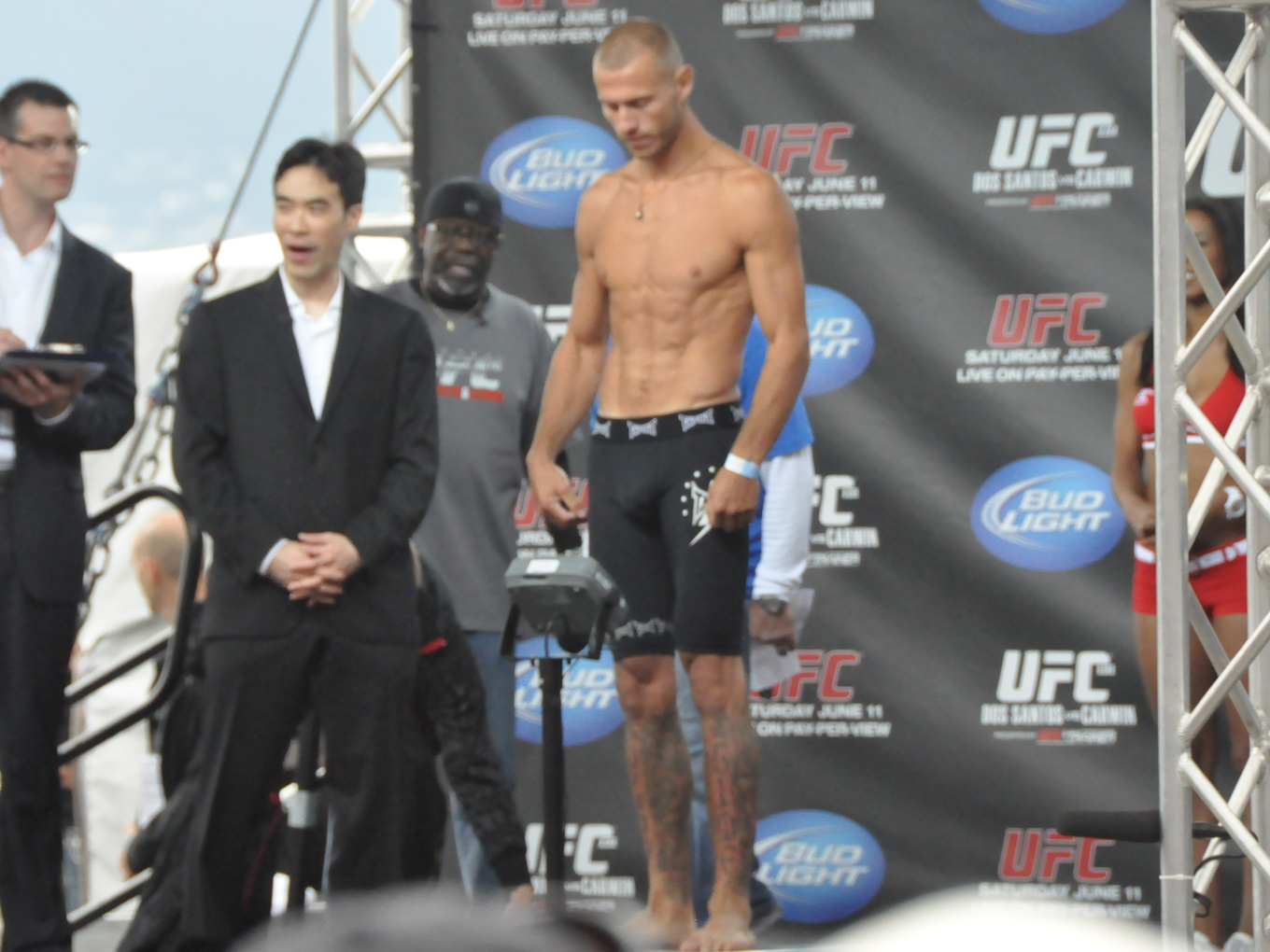
Donald Cerrone

Donald „Cowboy“ Cerrone (* 29. März 1983 in Colorado Springs, Colorado) ist ein ehemaliger US-amerikanischer Mixed Martial Artist und professioneller Kickboxer. Er kämpfte in der Leichtgewichts- und Weltergewicht-Division der Ultimate Fighting Championship (UFC).

## Karriere
Donald Cerrone wurde in Colorado Springs geboren und wuchs in Denver, Colorado, auf. Schon in jungen Jahren entwickelte er ein Interesse an Kampfsportarten und begann mit dem Training in Kickboxen und Muay Thai. Nach seiner Karriere als professioneller Kickboxer entschied sich Cerrone, in den Mixed Martial Arts (MMA) zu wechseln.
Cerrone gab sein UFC-Debüt im Jahr 2011 nach der Übernahme der World Extreme Cagefighting (WEC) durch die UFC. In seiner langen Karriere kämpfte Cerrone gegen einige der besten Kämpfer der Welt, darunter Benson Henderson, Conor McGregor und Tony Ferguson. Er hält den Rekord für die meisten Siege (23) und die meisten Kämpfe (38) in der Geschichte der UFC.
Cerrone besitzt einen schwarzen Gürtel im brasilianischen Jiu-Jitsu und hat mehrere Siege durch Submission und Knockout errungen.
Zu seinen wichtigsten Errungenschaften zählen:
- 10-maliger „Performance of the Night“-Bonus-Gewinner in der UFC
- 3-maliger „Fight of the Night“-Bonus-Gewinner
- 3-maliger „Knockout of the Night“-Bonus-Gewinner

Cerrone lebt auf einer Ranch in Edgewood, New Mexico, wo er eine eigene Trainingsanlage betreibt. Er ist Outdoor-Sportler und betreibt Rodeo, Wakeboarden und Tauchen.
Im Jahr 2022 gab Cerrone seinen Rücktritt vom aktiven Wettkampfsport bekannt, nachdem er auf UFC 276 gegen Jim Miller verloren hatte.